# دیره ۱۲۴۴
سیارک ۱۲۴۴ (به انگلیسی: 1244 Deira، نامگذاری:1932KE) هزار و دویست و چهل و چهارمین سیارک کشف شده‌است که در ۲۵ مه ۱۹۳۲ کشف شد.
قدر مطلق سیارک برابر ۱۱٫۳۰ است.